# Nesolagus netscheri
Lapin de Sumatra
Espèce
Statut de conservation UICN

 DD  : Données insuffisantes
Statut CITES
Le Lapin de Sumatra (Nesolagus netscheri) est une espèce de mammifères lagomorphes de la famille des léporidés. Ce rare lapin rayé est menacé de disparition. Il habite au sud-ouest de Sumatra où il vit près des pentes montagneuses boisées, de 600 à 1 400 m.

## Description
Ce petit mammifère terrestre mesure de 36 à 40 cm et sa queue peut faire 1,5 cm de long. Seul représentant de sa famille à présenter un pelage rayé, le Lapin de Sumatra est gris chamoisé sur les parties supérieures, marqué de raies brunes, dont une bande longitudinale soulignant la ligne du dos, du nez à la queue. Principalement nocturne, il passe ses journées dans un terrier et se nourrit de feuilles et de tiges.

## Statut de conservation
Cet animal est devenu extrêmement rare aujourd'hui, à cause du déboisement pour les cultures. 
Il est considéré comme étant vulnérable (VU) par l'Union internationale pour la conservation de la nature (IUCN).